# Tommy a Pentlička
Tommy a Pentlička (anglicky Tommy and Tuppence) jsou smyšlené postavy detektivů, vystupující v několika románech a povídkách Agathy Christie. Jejich plná jména jsou Thomas Beresford a jeho žena Prudence (za svobodna Cowleyová). Poprvé se objevili v roce 1922 v románu Tajemný protivník. Touha po dobrodružství a penězích je zpočátku dovedla do pozice neúmyslných vyděračů, ale role detektivů se posléze ukázala jako ještě výnosnější a zábavnější.

## Seznam knih
Tommy a Pentlička se společně objevili ve čtyřech románech a v jedné sbírce povídek.
- Tajemný protivník (The Secret Adversary, 1922) – román[2]
- Zločiny pro dva (Partners in Crime, 1929) – sbírka povídek, každá z nich odkazuje na jednoho ze slavných literárních detektivů[3]
- N či M? (N or M?, 1941) – román[4]
- Dům u kanálu (By the Pricking of My Thumbs, 1968) – román[5]
- Brána osudu (Postern of Fate, 1973) – román[6]

## Postavy
Pentlička je charismatická, impulzivní a předvídavá, zatímco Tommy zrovna nevyniká představivostí, která by ho mohla odvést od pravdy (jejich protivník v prvním románu ho popsal těmito slovy: „On není chytrý ale nic nezabrání jeho očím, aby viděly fakta“). Vzájemně se tedy velmi dobře doplňují a tvoří sehraný tým. V prvním příběhu Tajemný protivník jsme svědky jejich náhodného setkání nedlouho po válce, a ačkoliv do této chvíle byli pouze přáteli, tak se do sebe zamilují.
Na rozdíl od mnoha jiných slavných detektivů, včetně těch z pera Agathy Christie, Tommy a Pentlička stárnou v souladu s rokem vydání jednotlivých příběhů. V prvním románu je jim něco málo přes dvacet let, zatímco v poslední knize Brána osudu jsou čerstvými sedmdesátníky. V raných příbězích jsou zobrazeni jako typická zlatá mládež dvacátých let, a atmosféra oné doby je v nich prostoupena více než v jiných autorčiných dílech. Později se dozvídáme, že společně vychovali tři děti (dvojčata Deborah a Derek a adoptovanou dceru Betty). Ve všech příbězích se objevuje postava Alberta, který zpočátku pracuje jako obsluha výtahu a později je zaměstnán jako asistent v jejich detektivní kanceláři.